# Шейх (фільм, 1921)
Шейх (англ. The Sheik) — американська пригодницька мелодрама режисера Джорджа Мелфорда 1921 року.

## Сюжет
В пісках Сахари є оаза — місто Біскра, де багаті араби вибирають собі наречених і наложниць. Сюди прибув і шейх Ахмед Бен Хасан — глава процвітаючого клану. Коли він побачив красуню-англійку Діану Мейо, непокірну і норовливу дівчину, то з першого погляду закохався в неї й вирішив, що вона стане його дружиною. Діана зарозуміло не помічає красивого шанувальника. Але одного разу вона вирушила в подорож по пустелі в супроводі одних арабів, і шейх викрадає її.

## У ролях
- Рудольф Валентино — шейх Ахмед Бен Хасан
- Агнес Ейрс — Діана Мейо
- Рут Міллер — Зіла
- Джордж Ваггнер — Юсуф
- Френк Батлер — сер Обрі Майо
- Чарльз Брінлі — Мустафа Алі
- Люсьєн Літтлфілд — Гастон — французький службовець
- Адольф Менжу — доктор Рауль де Сент-Юбер
- Волтер Лонг — Омар
- Лоретта Янґ